# Ігра (річка)
Ігра — річка в Україні, в Тернопільському районі Тернопільської області, ліва притока Серету (басейн Дністра).

## Опис
Довжина річки приблизно 5 км. Висота витоку над рівнем моря — 328 м, висота гирла — 326 м, падіння річки — 2 м, похил річки — 0,4 м/км. Формується з декількох безіменних струмків.

## Розташування
Бере початок у селі Ігровиці і тече переважно на південний захід через село Івачів Долішній. На північно-західній околиці впадає в річку Серет, ліву притоку Дністра.
Річку перетинає автомобільна дорога Р39.